# Castrolibero
Castrolibero är en ort och kommun i provinsen Cosenza i regionen Kalabrien i Italien. Kommunen hade 9 809 invånare (2017).